# Corrado Invernizzi
Corrado Invernizzi (Genova, 25 aprile 1965) è un attore italiano.

## Biografia
Dopo la maturità classica, si laurea in economia e commercio, si diploma inoltre in recitazione all'Accademia dei Filodrammatici di Milano e in canto lirico (tenore) al Conservatorio Giacomo Puccini di La Spezia, ove studia anche pianoforte e composizione.
In teatro, nel 1999 è nel cast di Sei personaggi in cerca d'autore, per la regia di Patroni Griffi. L'anno successivo è ne Il Misantropo di Molière, diretto da Gabriele Lavia, prodotto dal Teatro Stabile di Torino. Lavora anche in Francia, con Laurent Vacher (2005), nello spettacolo Bar / La Festa, e nuovamente con Vacher nel 2013 con Bien Lotis di Philippe Malone.
Diretto da Marco Tullio Giordana ha interpretato a teatro il ruolo del critico letterario Belinskij in The Coast of Utopia di Tom Stoppard. La pièce ha riportato nel 2012 il Premio Ubu, il Premio Le Maschere del Teatro italiano e il Premio della Critica Teatrale.
Diretto da Patrick Sommier nel 2010 ha lavorato con l'Opera di Pechino nella pièce I briganti di Shi Nai'an.
Al cinema ha interpretato il ruolo dello psichiatra nel film Vincere di Marco Bellocchio e quello del giudice Pietro Calogero in Romanzo di una strage di Marco Tullio Giordana.
Nella serie televisiva Marco Polo, distribuita il 12 dicembre 2014 da Netflix e prodotta in collaborazione con The Weinstein Company, incarna Matteo Polo, fratello di Niccolò e zio di Marco.
Nel 2016 fa parte del cast di Genius, la prima serie televisiva statunitense prodotta da National Geographic e creata da Ron Howard sulla vita di Albert Einstein, dove interpreta il ruolo del fisico francese Pierre Curie. Lo stesso anno è anche protagonista di un episodio della serie inglese Doctor Who intitolato "Extremis", uscito il 20 maggio 2017 su BBC One.
Nel 2018 entra a far parte del cast principale della serie Il nome della rosa diretta da Giacomo Battiato, con John Turturro e Rupert Everett, in cui recita il ruolo Michele da Cesena, il Generale dei Francescani. Nello stesso anno interpreta il ruolo di Franco Gozzi, braccio destro di Enzo Ferrari, nel film di James Mangold Le Mans '66 - La grande sfida. Nel 2022 lavora di nuovo con James Mangold interpretando il pilota di aerei Luigi che in Indiana Jones e il quadrante del destino porta in salvo il celebre archeologo e il suo team dalla missione esploratrice.
Nel 2022 torna ad essere diretto da Marco Bellocchio in Rapito, candidato alla Palma d'Oro al Festival di Cannes, dove interpreta il giudice Carboni.

## Filmografia

### Cinema
- L'albero delle pere, regia di Francesca Archibugi (1998)
- Guido che sfidò le Brigate Rosse, regia di Giuseppe Ferrara (2005)
- Il resto della notte, regia di Francesco Munzi (2007)
- Vincere, regia di Marco Bellocchio (2008)
- Requiem pour une tueuse, regia di Jérôme Le Gris (2010)
- Zabana, regia di Said Ould Khelifa (2011)
- Romanzo di una strage, regia di Marco Tullio Giordana (2011)
- La montagna silenziosa, regia di Ernst Gossner (2012)
- Né Giulietta né Romeo, regia di Veronica Pivetti (2014)
- Meredith - The Face of an Angel (The Face of an Angel), regia di Michael Winterbottom (2014)
- Viva la sposa, regia di Ascanio Celestini (2015)
- Le Rire De Ma Mère, regia di Colombe Savignac e Pascal Ralite (2016)
- La famosa invasione degli orsi in Sicilia regia di Lorenzo Mattotti (2019)
- Le Mans '66 - La grande sfida (Ford v. Ferrari), regia di James Mangold (2019)
- Io sono Mia, regia di Riccardo Donna  (2019)
- Sulla stessa onda, regia di Massimiliano Camaiti (2021)
- La scuola cattolica, regia di Stefano Mordini (2021)
- Rapito regia di Marco Bellocchio (2023)
- Indiana Jones e il quadrante del destino (Indiana Jones and the Dial of Destiny), regia di James Mangold (2023)
- Limonov, regia di Kirill Serebrennikov (2024)

### Cortometraggi
- Per una rosa, regia di Marco Bellocchio (2011)
- Pagliacci, regia di Marco Bellocchio (2013)

### Televisione
- Il commissario Montalbano - serie tv, 1 episodio (1999)
- Miroir d’Alice, regia di Marc Rivière (2001)
- Grand Star - serie TV, 3 episodi (2006)
- Les Fauves - film TV, regia di José Pinheiro (2008)
- Il giovane Montalbano, 1 episodio (2011)
- Braquo - serie TV, 1 episodio (2013)
- Marco Polo - serie TV, 4 episodi (2014)
- Falco - serie TV, 2 episodi (2015)
- Genius - serie TV, 1 episodio (2016)
- Doctor Who - serie TV, 1 episodio (2016)
- Il nome della rosa (The Name of the Rose) – miniserie TV, 6 episodi (2019)
- Romulus - serie TV, 10 episodi (2020)
- Leonardo – serie TV, episodi 1x06-1x07 (2021)
- Il Gattopardo – miniserie TV, episodi 4-5 (2025)

## Teatro
- Sei personaggi in cerca d'autore di Luigi Pirandello, regia di Giuseppe Patroni Griffi (1999)
- Il misantropo di Molière, regia di Gabriele Lavia (2000)
- Gli anni perduti di Vitaliano Brancati, regia di Francis Aiqui (2000)
- Bar di Spiro Scimone, regia di Laurent Vacher (2004)
- Briganti di Shi Nai'an, regia di Patrick Sommier (2010)
- The Coast of Utopia di Tom Stoppard, regia di Marco Tullio Giordana (2012)
- Bien Lotis di Philippe Malone, regia di Laurent Vacher (2013)[9]

## Radio
- Artemisia: claire-obscure, regia di Michel Sidoroff, France Culture (2013)[20]
- La voisine sonne toujours deux fois, regia di Michel Sidoroff, France Inter (2014)[21]
- L'île aux musées, regia di Laurence Courtois, France Culture (2014)

## Premi
Segnalato per il premio UBU per il Teatro Contemporaneo Italiano per l'interpretazione di Belinskij in The Coast of Utopia di Tom Stoppard, regia di Marco Tullio Giordana (2012). "Per la creazione di un personaggio dalle mille sfumature, catalizzatore di emozioni" (Andrea Pocosgnich).